# Velehrad
Velehrad (Duits: Welehrad) is een Moravische gemeente in de Tsjechische regio Zlín, en maakt deel uit van het district Uherské Hradiště. Velehrad telt 1129 inwoners (2023).

## Bezienswaardigheden
- Klooster van Velehrad